# 2007-es UNCAF-nemzetek kupája (keretek)
Ebben a listában szerepelnek a 2007-es UNCAF-nemzetek kupája keretei. A lista nem teljes!

## A csoport

### Salvador
Szövetségi kapitány:  Carlos de los Cobos
| Szám | Poszt | Név                         | Születési dátum (Kor) | Vál. | Klub                |
| ---- | ----- | --------------------------- | --------------------- | ---- | ------------------- |
| 1    | K     | Juan José Gómez             |                       |      | Alianza FC          |
| 2    | V     | Manuel Alejandro Salazar    |                       |      | ADFA La Paz         |
| 4    | V     | Luis Alonso Anaya           |                       |      | CD Águila           |
| 5    | V     | Víctor Velásquez            |                       |      | Club Deportivo FAS  |
| 6    | V     | José Rolando Torres Mendoza |                       |      | AD Isidro Metapán   |
| 7    | KP    | Víctor Hugo Merino          |                       |      | Club Deportivo FAS  |
| 8    | KP    | Héctor Aníbal Ávalos        |                       |      | Club Deportivo FAS  |
| 9    | CS    | Alex Amílcar Erazo          |                       |      | CD Águila           |
| 10   | CS    | Josué Naún Galdámez         |                       |      | Club Deportivo FAS  |
| 14   | CS    | Juan Alberto Díaz           |                       |      | CD Águila           |
| 15   | V     | Leonidas Arístides Guevara  |                       |      | AD Isidro Metapán   |
| 16   | KP    | José Eliseo Salamanca       |                       |      | CD Luis Angel Firpo |
| 18   | KP    | Gilberto Murgas             |                       |      | Club Deportivo FAS  |
| 19   | V     | Alfredo Pacheco             |                       |      | Club Deportivo FAS  |
| 20   | V     | William Antonio Torres      |                       |      | CD Águila           |
| 21   | KP    | Eliseo Quintanilla          |                       |      | San Salvador FC     |
| 22   | K     | Dagoberto Portillo          |                       |      | CD Águila           |
| 23   | CS    | José Orlando Martínez       |                       |      | CD Luis Angel Firpo |
| 25   | K     | José Manuel González        |                       |      | CD Águila           |

### Guatemala
Szövetségi kapitány: Hernán Darío Gómez
| Szám | Poszt | Név | Születési dátum (Kor) | Vál. | Klub |
| ---- | ----- | --- | --------------------- | ---- | ---- |

### Belize
Szövetségi kapitány:
| Szám | Poszt | Név | Születési dátum (Kor) | Vál. | Klub |
| ---- | ----- | --- | --------------------- | ---- | ---- |

### Nicaragua
Szövetségi kapitány:  Carlos de Toro
| Szám | Poszt | Név | Születési dátum (Kor) | Vál. | Klub |
| ---- | ----- | --- | --------------------- | ---- | ---- |

## B csoport

### Costa Rica
Szövetségi kapitány:  Hernán Medford
| Szám | Poszt | Név | Születési dátum (Kor) | Vál. | Klub |
| ---- | ----- | --- | --------------------- | ---- | ---- |

### Honduras
Szövetségi kapitány:  José de la Paz Herrera
| Szám | Poszt | Név                 | Születési dátum (Kor) | Vál. | Klub        |
| ---- | ----- | ------------------- | --------------------- | ---- | ----------- |
| 1    | K     | Victor Coello       |                       |      | Marathon    |
| 3    | V     | Maynor Figueroa     |                       |      | Olimpia     |
| 7    | KP    | Emil Martinez       |                       |      | Marathon    |
| 8    | KP    | Wilson Palacios     |                       |      | Olimpia     |
| 9    | CS    | Jairo Martinez      |                       |      | Motagua     |
| 10   | CS    | Wilmer Velasquez    |                       |      | Olimpia     |
| 11   | V     | Sergio Mendoza      |                       |      | Olimpia     |
| 13   | KP    | Dennis Ferrera      |                       |      | Marathon    |
| 14   | CS    | Yermi Hernandez     |                       |      | Real España |
| 17   | V     | Emilio Izaguirre    |                       |      | Motagua     |
| 18   | CS    | Saul Martínez       |                       |      | Motagua     |
| 19   | CS    | Carlos Will Mejia   |                       |      | Platense    |
| 20   | V     | Mario Beata         |                       |      | Marathon    |
| 23   | V     | Óscar Boniek García |                       |      | Olimpia     |
| 27   | CS    | Donis Escober       |                       |      | Olimpia     |
|      | CS    | Erick Vallecillo    |                       |      | Real España |
|      | CS    | Jorge Claros        |                       |      | Motagua     |
|      | CS    | Victor Bernardez    |                       |      | Motagua     |
|      | CS    | Mauricio Castro     |                       |      | Hispano     |
|      | CS    | Junior Izaguirre    |                       |      | Marathon    |

### Panama
Szövetségi kapitány:  Alexandre Guimaraes
| Szám | Poszt | Név | Születési dátum (Kor) | Vál. | Klub |
| ---- | ----- | --- | --------------------- | ---- | ---- |

## Külső hivatkozások
- RSSSF archív